# Adrián Araujo
Adrián Araujo (Barcelona, 14 de agosto de 1981) es un expiloto de motociclismo español que compitió en la categoría de 125cc del Campeonato Mundial entre 1998 y 2001.

## Biografía
Debutó en el Mundial en 1998 con tan solo 17 años gracias a una wildcard en el Gran Premio de Cataluña, compitiendo en la categoría de 125 cc con Aprilia. En 1999 pasó a pilotar una Honda y disputó les tres carreras del Campeonato disputadas en España. En la temporada del 2000 consiguió sus primeros puntos del Mundial, acabando el 36.º en la clasificación general. En la temporada del 2001 hizo su última aparición en el Mundial acabando en la posición 31 de la general de 125cc.
A partir de entonces, Adrián Araujo fue disputando diferentes categorías. En 2011, conseguía el título del Campeonato de España de la Kawasaki Ninja Cup.

## Resultados en el Campeonato del Mundo
Sistema de puntuación de 1993 hasta 2022:
| Posición | 1.º | 2.º | 3.º | 4.º | 5.º | 6.º | 7.º | 8.º | 9.º | 10.º | 11.º | 12.º | 13.º | 14.º | 15.º |
| Puntos   | 25  | 20  | 16  | 13  | 11  | 10  | 9   | 8   | 7   | 6    | 5    | 4    | 3    | 2    | 1    |

### Carreras por año
| Año  | Cat.  | Moto    | 1      | 2       | 3       | 4     | 5     | 6      | 7       | 8       | 9       | 10     | 11     | 12      | 13      | 14      | 15     | 16     | Ptos. | Pos. |
| ---- | ----- | ------- | ------ | ------- | ------- | ----- | ----- | ------ | ------- | ------- | ------- | ------ | ------ | ------- | ------- | ------- | ------ | ------ | ----- | ---- |
| 1998 | 125cc | Honda   | JAP -  | MAL -   | ESP -   | ITA - | FRA - | MAD -  | NED -   | GBR -   | ALE -   | CZE -  | IMO -  | CAT Ret | AUS -   | ARG -   |        |        | 0     | -    |
| 1999 | 125cc | Honda   | MAL -  | JAP -   | ESP Ret | FRA - | ITA - | CAT 17 | NED -   | GBR -   | ALE -   | CZE -  | IMO -  | VAL Ret | AUS -   | RSA -   | RIO -  | ARG -  | 0     | -    |
| 2000 | 125cc | Aprilia | RSA 18 | MAL Ret | JAP 20  | ESP - | FRA - | ITA 23 | CAT Ret | NED Ret | GBR -   | ALE -  | CZE -  | POR 14  | VAL Ret | RIO -   | PAC -  | AUS -  | 2     | 33.º |
| 2001 | 125cc | Honda   | JAP -  | RSA -   | ESP -   | FRA - | ITA - | CAT 24 | NED 13  | GBR 21  | ALE Ret | CZE 22 | POR 17 | VAL 24  | PAC 21  | AUS Ret | MAL 23 | RIO 16 | 3     | 31.º |

| Color     | Resultado                                                               |
| --------- | ----------------------------------------------------------------------- |
| Oro       | Ganador                                                                 |
| Plata     | 2.ª plaza                                                               |
| Bronce    | 3.ª plaza                                                               |
| Verde     | Finalizó en los puntos                                                  |
| Azul      | Finalizó sin puntos                                                     |
| Azul      | NC - No clasificado                                                     |
| Violeta   | Ret - No terminó (Carrera)                                              |
| Rojo      | DNQ - No se clasificó                                                   |
| Negro     | DSQ - Descalificado                                                     |
| Blanco    | DNS - No empezó (carrera)                                               |
| Blanco    | WD - Retirado (fin de semana)                                           |
| Blanco    | C - Carrera cancelada                                                   |
| Sin color | DNP - Inscrito pero no participó                                        |
| Sin color | INJ - Lesionado                                                         |
| Sin color | EX - Excluido                                                           |
| Estado    | Resultado                                                               |
| Negrita   | Pole position                                                           |
| Cursiva   | Vuelta rápida                                                           |
| †         | Abandona, pero clasifica al completar el porcentaje requerido para ello |